# Фототрофи
Фототрофи су организми који сами ставарају органске материје (храну) из неорганских при чему за ту синтезу као извор енергије користе Сунчеву светлост у процесу фотосинтезе. Највећи број биљака су фототрофи.
Фототрофи (грчки: φῶς, φωτός = светлост, τροϕή = исхрана) су организми који преузимају фотоне као извор енергије. Они користе енергију светлости за извођење разних ћелијских метаболичких процеса. Широко је заступљено погрешно схватање да су фототрофи мандаторно фотосинтетички. Многи, мада не сви, фототрофи врше фотосинтезу: они анаболички конвертики угљен-диоксид у органски материјал, да би био кориштен структурно, функционо, или као извор за касније катаболичке процесе (нпр. у виду скроба, шећера и масти). Сви фототрофи користе било ланце транспорта електрона или директно пумпање протона за успостављање електрохемијског градијента, који користи АТП синтаза за стварање молекуларне енергетске валуте за ћелију. 
Фототрофи могу да буду било аутотрофи или хетеротрофи. Ако су њихови електронски и водонични донори неорганска једињења [{\displaystyle {\ce {Na2S2O3}}} (PSB) и {\displaystyle {\ce {H2S}}} (GSB)] они се називају литотрофима, тако да су неки фотоаутотрофи исто тако фотолитоаутотрофи. Примери фототрофних организама су: Rhodobacter capsulatus, Chromatium, Chlorobium etc.

## Историја
Овај термини је оригинално имао различито значење, а садашња дефиниција је базирана на предлогу Лвофа и његових сарадника из 1946. године.